# NCAA Division I (pallavolo femminile)
La NCAA Division I è il massimo campionato universitario di pallavolo femminile degli Stati Uniti, posto sotto l'egida della NCAA.

## Albo d'oro
| Anno          | Podio               | Podio               | Podio               |
| Campione      | Seconda             | Terza               |                     |
| ------------- | ------------------- | ------------------- | ------------------- |
| 1981 Dettagli | Southern California | UC Los Angeles      | San Diego State     |
| 1982 Dettagli | Hawaii              | Southern California | San Diego State     |
| 1983 Dettagli | Hawaii              | UC Los Angeles      | Stanford            |
| 1984 Dettagli | UC Los Angeles      | Stanford            | Pacific             |
| 1985 Dettagli | Pacific             | Stanford            | Southern California |
| 1986 Dettagli | Pacific             | Nebraska            | -                   |
| 1987 Dettagli | Hawaii              | Stanford            | -                   |
| 1988 Dettagli | Texas               | Hawaii              | -                   |
| 1989 Dettagli | CSU Long Beach      | Nebraska            | -                   |
| 1990 Dettagli | UC Los Angeles      | Pacific             | -                   |
| 1991 Dettagli | UC Los Angeles      | CSU Long Beach      | -                   |
| 1992 Dettagli | Stanford            | UC Los Angeles      | -                   |
| 1993 Dettagli | CSU Long Beach      | Penn State          | -                   |
| 1994 Dettagli | Stanford            | UC Los Angeles      | -                   |
| 1995 Dettagli | Nebraska            | Texas               | -                   |
| 1996 Dettagli | Stanford            | Hawaii              | -                   |
| 1997 Dettagli | Stanford            | Penn State          | -                   |
| 1998 Dettagli | CSU Long Beach      | Penn State          | -                   |
| 1999 Dettagli | Penn State          | Stanford            | -                   |
| 2000 Dettagli | Nebraska            | Wisconsin           | -                   |
| 2001 Dettagli | Stanford            | CSU Long Beach      | -                   |
| 2002 Dettagli | Southern California | Stanford            | -                   |
| 2003 Dettagli | Southern California | Florida             | -                   |
| 2004 Dettagli | Stanford            | Minnesota           | -                   |
| 2005 Dettagli | Washington          | Nebraska            | -                   |
| 2006 Dettagli | Nebraska            | Stanford            | -                   |
| 2007 Dettagli | Penn State          | Stanford            | -                   |
| 2008 Dettagli | Penn State          | Stanford            | -                   |
| 2009 Dettagli | Penn State          | Texas               | -                   |
| 2010 Dettagli | Penn State          | UC Berkeley         | -                   |
| 2011 Dettagli | UC Los Angeles      | Illinois            | -                   |
| 2012 Dettagli | Texas               | Oregon              | -                   |
| 2013 Dettagli | Penn State          | Wisconsin           | -                   |
| 2014 Dettagli | Penn State          | Brigham Young       | -                   |
| 2015 Dettagli | Nebraska            | Texas               | -                   |
| 2016 Dettagli | Stanford            | Texas               | -                   |
| 2017 Dettagli | Nebraska            | Florida             | -                   |
| 2018 Dettagli | Stanford            | Nebraska            | -                   |
| 2019 Dettagli | Stanford            | Wisconsin           | -                   |
| 2020 Dettagli | Kentucky            | Texas               | -                   |
| 2021 Dettagli | Wisconsin           | Nebraska            | -                   |
| 2022 Dettagli | Texas               | Louisville          | -                   |
| 2023 Dettagli | Texas               | Nebraska            | -                   |
| 2024 Dettagli | Penn State          | Louisville          | -                   |

## Palmarès
| Squadra             | Titolo | Stagione                                             |
| ------------------- | ------ | ---------------------------------------------------- |
| Stanford            | 9      | 1992, 1994, 1996, 1997, 2001, 2004, 2016, 2018, 2019 |
| Penn State          | 8      | 1999, 2007, 2008, 2009, 2010, 2013, 2014, 2024       |
| Nebraska            | 5      | 1995, 2000, 2006, 2015, 2017                         |
| UC Los Angeles      | 4      | 1984, 1990, 1991, 2011                               |
| Texas               | 4      | 1988, 2012, 2022, 2023                               |
| Hawaii              | 3      | 1982, 1983, 1987                                     |
| CSU Long Beach      | 3      | 1989, 1993, 1998                                     |
| Southern California | 3      | 1981, 2002, 2003                                     |
| Pacific             | 2      | 1985, 1986                                           |
| Washington          | 1      | 2005                                                 |
| Kentucky            | 1      | 2020                                                 |
| Wisconsin           | 1      | 2021                                                 |